# Георге Кобајаши
Георге Кобајаши (јап. 小林 ジョージ; Сао Пауло, 29. новембар 1947) бивши је јапански фудбалер.

## Каријера
Током каријере је играо за Јанмар Дизел.

## Репрезентација
За репрезентацију Јапана дебитовао је 1972. године. За тај тим је одиграо 3 утакмице.

## Статистика
| Јапан  | Јапан   | Јапан  |
| Година | Наступи | Голови |
| ------ | ------- | ------ |
| 1972.  | 3       | 0      |
| Укупно | 3       | 0      |